# Oktoberfeesten (Wieze)
De Oktoberfeesten, ook wel Bierfeesten genoemd, te Wieze was tussen 1956 en 1987 een jaarlijks terugkerend internationaal festival, geïnspireerd door het Duitse Oktoberfest. Vanaf 2018 is er een heropleving.
Het festival werd oorspronkelijk georganiseerd door de nabijgelegen Brouwerij Van Roy en had op zijn hoogtepunt tot 300.000 bezoekers. Het bier werd via onderaardse leidingen tot in de oktoberhallen gepompt ter consumptie.
Brouwerij Van Roy sloot in 1997 de deuren. Na 31-jarige afwezigheid brouwt Brouwerij De Brabandere (Bavikhove) het Wiezebier en het festbier met lager alcoholpercentage voor de edities vanaf 2018.